# COME ON LET'S GO
『COME ON, LET'S GO』（カモン・レッツ・ゴー）は、1976年（昭和51年）6月21日に発売された近田春夫&ハルヲフォンのファーストアルバムである。

## 概要・略歴
1972年（昭和47年）に結成されたハルヲフォンが、前作の企画盤シングル『FUNKYダッコNo.1』（1975年）を経て、本格デビューを果たしたのが本作である。
表題曲の『COME ON, LET'S GO』は、『ラ・バンバ』（1958年）で知られるリッチー・ヴァレンスの1958年（昭和33年）のデビューシングル『Come On, Let's Go』（Del-Fi Records）のカヴァーである。原曲は、同年2月発売のヴァレンスのデビューアルバム『Ritchie Valens』にも収録されている。
収録曲の『シンデレラ』は、元々は1975年（昭和50年）に近田春夫がプロデュースしたクールスのデビューアルバム『黒のロックン・ロール クールスの世界』へ近田が提供した曲であり、ハルヲフォン版はセルフカヴァーということになる。クールス版は、現在CDやデジタル音源で入手可能である。同曲と、『レインコート』は、前者をA面、後者をB面として、アルバム発売の翌月である7月にシングルカットされ、バンドの正式なデビューシングルとなった。
当時のハルヲフォンのメンバーは、近田、恒田義見、高木英一、小林克己の4人であり、この編成で解散まで活動を続けた。
1989年（平成元年）の初CD化以来、計2回にわたって再発売されており、現在でも容易に聴くことができる。

## 収録曲
1. COME ON, LET'S GO （2分05秒）
  - 作詞・作曲リッチー・ヴァレンス、編曲近田春夫
2. パーティー・パーティー （3分11秒）
  - 作詞・作曲・編曲近田春夫
3. シンデレラ （3分20秒）
  - 作詞・作曲・編曲近田春夫
4. 秘密のハイウェイ （7分41秒）
  - 作詞・作曲・編曲近田春夫
5. 黄色い太陽 （2分29秒）
  - 作詞・作曲・編曲近田春夫
6. レインコート （2分18秒）
  - 作詞・作曲・編曲近田春夫
7. いえなかったんだ （2分46秒）
  - 作詞・作曲・編曲近田春夫
8. 見つめられ、抱きしめられた、その時… （5分28秒）
  - 作詞・作曲・編曲近田春夫
9. おどりなさい! （2分37秒）
  - 作詞・作曲・編曲近田春夫
10. 週末 （3分31秒）
  - 作詞・作曲・編曲近田春夫
11. COME ON, LET'S GO （1分09秒）
  - 作詞・作曲リッチー・ヴァレンス、編曲近田春夫

## 関連事項
- 1976年の音楽

## 註
1. ↑  英語版「en:Ritchie Valens (album)」の項の記述を参照。
2. ↑  クールスヒストリー VOL.1 - Yahoo! ミュージック（ウェイバックマシン）等、音源は多数存在する。
3. 1 2  「シンデレラ (近田春夫&ハルヲフォンの曲)」の項の記述を参照。
4. ↑  恒田義見の公式ブログ「ROCK'N ROLL MY WAY」内の「ハルヲフォン誕生」（2008年12月14日付）の記述を参照。
5. ↑  #外部リンクのYahoo! ミュージック「COME ON LET'S GO」の項の記述を参照。